# Tvangsindlæggelsen
|  | Denne artikel er oprettet af botten PalnaBot ud fra en ekstern database. Den kan derfor have sproglige fejl eller mangler. Denne skabelon kan fjernes efter kontrol af indholdet. |

Tvangsindlæggelsen er en kortfilm instrueret af Kim Lysgaard Andersen efter eget manuskript.

## Handling
Moderen Sanne Bülow's søn begår selvmord. Uvisheden om hvorfor er stor, men for Sanne skete det ikke. Hun fornægter sandheden og opfinder sin egen psykotiske virkelighed, hvor hendes søn stadig er hos hende. Dog formår hendes opstillede verden ikke at være helt perfekt, da sønnen - som er et billede af hendes indre kamp - bliver mere og mere provokerende og ustabil. Til sidst må Sanne erkende virkeligheden og gå igennem det skrækkelige øjeblik, hvori hun finder sin søn død - død ved hængning.